# متحف نلسون أتكنز للفنون

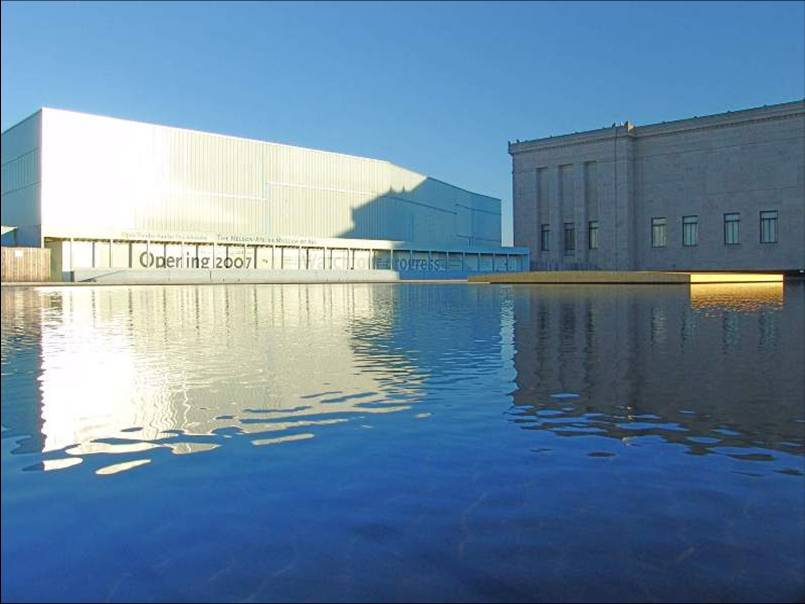
مبنى بلوك في المتحف

متحف نلسون أتكنز للفنون هو متحف فني يتواجد في مدينة كانساس سيتي في ولاية ميزوري، معروف بفن العمارة الكلاسيكية الجديدة مع تجميع لمحتويات الفن الآسيوي. أفتتح في سنة 1933، وفي سنة 2007 صنف هذا المتحف من قبل مجلة تايم البريطانية بكونه واحد من أفضل المتاحف الجديدة في العالم.